# Too Old to Rock 'n' Roll: Too Young to Die!
| Recensione       | Giudizio |
| ---------------- | -------- |
| AllMusic         |          |
| Progarchives     |          |
| George Starostin | [ 1 ]    |

(da "Too Old to Rock'n'Roll: Too Young to Die")
Too Old to Rock 'n' Roll: Too Young to Die! è un concept album della band progressive rock inglese Jethro Tull, pubblicato nel 1976.

## Il disco
L'album, noto anche semplicemente come Too Old to Rock 'n' Roll, partiva da un progetto molto ambizioso: così come War Child era stato pensato come colonna sonora per un film mai realizzato e fu concepito come musical teatrale e con questo obiettivo. David Palmer e Ian Anderson cominciarono a scrivere le canzoni nel 1975.

I protagonisti dovevano essere persone con diversi stili di vita: un rockettaro ormai invecchiato, una casalinga, un artista, ecc. Le canzoni furono scritte adattandole alla voce di Adam Faith, pop-star degli anni settanta che avrebbe dovuto esibirle in scena.

Per diverse ragioni, poco chiare e controverse, il progetto fu però abbandonato, ma il lavoro era già ben definito, soprattutto la parte riguardante la rock-star, e fu così che Anderson decise di tenerla buona per confezionare un nuovo album basato soprattutto sulla figura di Ray Lomas, vecchio rocker fuori moda sia nell'aspetto che nello stile di vita e che troverà un ritorno di celebrità dopo essere stato in fin di vita per un pauroso incidente motociclistico. L'artista Dave Gibbons ha illustrato i disegni del fumetto contenuto nel disco. Nonostante la storia narrata nella graphic novel interna, alcune canzoni non sono affini alla storia del racconto, cambiandone addirittura a volte la trama.
Nella versione rimasterizzata su CD del 2002 sono state aggiunte due tracce omesse nell'originale in vinile; mentre nel box set Too Old to Rock 'n' Roll: Too Young to Die! - The TV Special Edition, uscito il 27 novembre 2015, il fumetto originale di Dave Gibbons viene riadattato al formato dell'edizione, come era già accaduto nel 2012 per la riedizione del falso giornale locale St.Cleve Chronicle per il 40º anniversario di Thick as a Brick.

## Tracce
Tutte le canzoni sono state scritte da Ian Anderson.
1. Quizz Kid – 5:09
2. Crazed Institution – 4:48
3. Salamander – 2:51
4. Taxi Grab – 3:54
5. From a Dead Beat to an Old Greaser – 4:09
6. Bad-Eyed and Loveless – 2:12
7. Big Dipper – 3:35
8. Too Old to Rock 'n' Roll: Too Young to Die – 5:44
9. Pied Piper – 4:32
10. The Chequered Flag (Dead or Alive) – 5:32
  - Bonus track presenti nella versione del 2002:
11. A Small Cigar – 3:39
12. Strip Cartoon – 3:19

## Sinossi del disco
Di seguito viene narrata la trama del disco come appare nella graphic novel del vinile uscito nel 1976.

### Lato A
Ray Lomas è un attempato rocker che non riesce ad inserirsi nella nuova società fatta di nuovi stili di vita e mode. Per riottenere popolarità, Ray partecipa ad un programma a quiz televisivo, vincendo (Quizz Kid). Invitato a ripresentarsi il giorno dopo nello studio televisivo, Ray nota come tutto il mondo che conosceva è cambiato (Crazed Institution), ma mentre si guarda intorno, una ragazza giovane e attraente lo riconosce proprio per la partecipazione al quiz del giorno precedente e lo seduce (Salamander); per fare un giro in auto insieme a lei, Ray ruba un taxi (Taxi Grab) e rimedia un appuntamento con lei, inconscio che la giovane non lo ricambia. Entrato in un bar in attesa dell'appuntamento, incontra un vecchio amico che gli parla dei tempi andati, ma riconoscendo che i tempi sono cambiati, lascia stizzito la conversazione per andare all'appuntamento (From a Dead Beat to an Old Greaser).

### Lato B
Dopo aver atteso invano la giovane ragazza, Ray si accorge di essere stato ingannato e, di conseguenza, se ne va via dal luogo dell'incontro frustrato (Bad-Eyed and Loveless). Tornato nella sua città natale, e ripensato alla sua adolescenza (Big Dipper), il vecchio Ray prende in mano la sua motocicletta, nel fumetto chiamata da lui Doris, per fare una girata sulla A1. Ma, a causa dell'alta velocità con cui percorre l'autostrada, Ray fa un pauroso incidente in cui Doris va a pezzi, e lui entra in coma, venendo creduto morto da tutti (Too Old to Rock 'n' Roll: Too Young to Die!, la canzone che dà il titolo all'intero album). Nel frattempo, tornano di moda il rock 'n' roll e lo stile di vita degli anni '50; sicché Ray, uscendo convalescente dall'ospedale, scopre incredulo il cambiamento, e di conseguenza, il rocker ritorna di moda, arrivando anche ad essere idolatrato dalle adolescenti, innamorate di lui e della sua way of life (Pied Piper). Il finale è aperto, in quanto Ray, dopo aver fatto considerazioni sulla vita (The Chequered Flag (Dead or Alive)), viene contattato da una casa discografica, la fittizia SBC Records, per ri-registrare un suo vecchio successo.

## Too Old to Rock 'n' Roll: Too Young to Die! - The TV Special Edition
Il 27 novembre 2015 venne pubblicato il box set Too Old to Rock 'n' Roll: Too Young to Die! - The TV Special Edition. Il disco venne riproposto in un cofanetto comprendente 2 CD, 2 DVD o il CD singolo, contenenti tutti i brani remixati da Steven Wilson, brani extra ed il London Weekend TV special del 1976.
L'album in vinile è stato pubblicato nel 2016 per il Record Store Day, nell'anno del 40º anniversario della pubblicazione del disco.

### Disco 1  - Too Old to Rock 'n' Roll: Too Young to Die! Re-recorded album for TV Special
1. Prelude (Steven Wilson Stereo Remix)
2. Quiz Kid (Steven Wilson Stereo Remix)
3. Crazed Institution (Steven Wilson Stereo Remix)
4. Salamander (Steven Wilson Stereo Remix)
5. Taxi Grab (Steven Wilson Stereo Remix)
6. From A Dead Beat To An Old Greaser (Steven Wilson Stereo Remix)
7. Bad Eyed And Loveless (Steven Wilson Stereo Remix)
8. Big Dipper (Steven Wilson Stereo Remix)
9. Too Old To Rock 'n' Roll: Too Young To Die! (Steven Wilson Stereo Remix)
10. Pied Piper (Steven Wilson Stereo Remix)
11. The Chequered Flag (Dead Or Alive) (Steven Wilson Stereo Remix)
12. From A Dead Beat To An Old Greaser (Original LP Tracks Steven Wilson Stereo Remix)
13. Bad Eyed And Loveless (Original LP Tracks Steven Wilson Stereo Remix)
14. Big Dipper (Original LP Tracks Steven Wilson Stereo Remix)
15. Too Old To Rock 'n' Roll: Too Young To Die! (Original LP Tracks Steven Wilson Stereo Remix)
16. The Chequered Flag (Dead Or Alive) (Original LP Tracks Steven Wilson Stereo Remix)
17. Quiz Kid (Version 1) (Monte Carlo Out-take)

### Disco 2 - Associated Recordings
1. Salamander's Rag Time (Steven Wilson Stereo Remix)
2. Commercial Traveller (Steven Wilson Stereo Remix)
3. Salamander (Instrumental) (Steven Wilson Stereo Remix)
4. A Small Cigar (Acoustic Version) (Steven Wilson Stereo Remix)
5. Strip Cartoon (Steven Wilson Stereo Remix)
6. One Brown Mouse (Early Version) (Steven Wilson Stereo Remix)
7. A Small Cigar (Orchestrated Version) (Steven Wilson Stereo Remix)
8. Too Old To Rock 'n' Roll: Too Young To Die! (Demo) (Steven Wilson Stereo Remix)
9. Prelude (Original Album Flat Transfer)
10. Quiz Kid (Original Album Flat Transfer)
11. Crazed Institution (Original Album Flat Transfer)
12. Salamander (Original Album Flat Transfer)
13. Taxi Grab (Original Album Flat Transfer)
14. From A Dead Beat To An Old Greaser (Original Album Flat Transfer)
15. Bad Eyed And Loveless (Original Album Flat Transfer)
16. Big Dipper (Original Album Flat Transfer)
17. Too Old To Rock 'n' Roll: Too Young To Die! (Original Album Flat Transfer)
18. Pied Piper (Original Album Flat Transfer)
19. The Chequered Flag (Dead Or Alive) (Original Album Flat Transfer)

### DVD 1
1. Too Old To Rock 'n' Roll: Too Young To Die! - TV film with DTS and Dolby Digital 5.1 surround sound and Dolby Digital Stereo
2. Too Old To Rock 'n' Roll: Too Young To Die! - TV audio in 96/24 stereo PCM
3. Five Original LP Tracks with DTS and Dolby Digital 5.1 surround sound and 96/24 stereo PCM.

### DVD 2
1. Salamander‘s Rag Time (with DTS and Dolby Digital 5.1 surround sound and 96/24 stereo PCM)
2. Commercial Traveller (with DTS and Dolby Digital 5.1 surround sound and 96/24 stereo PCM)
3. A Small Cigar (Acoustic Version) (with DTS and Dolby Digital 5.1 surround sound and 96/24 stereo PCM)
4. Strip Cartoon (with DTS and Dolby Digital 5.1 surround sound and 96/24 stereo PCM)
5. Quiz Kid (version 1) (in 96/24 stereo PCM)
6. One Brown Mouse (early version) Original Master Mix (in 96/24 stereo PCM)
7. Salamander (Instrumental) (in 96/24 stereo PCM)
8. Strip Cartoon Original Master Mix (in 96/24 stereo PCM)
9. A Small Cigar (orchestrated version) (Original Rough Mix) (in 96/24 stereo PCM)
10. Too Old To Rock 'n' Roll: Too Young To Die! Demo (in 96/24 stereo PCM)
11. A flat transfer of the original 1976 Quad LP Production Master with DTS 4.0 and Dolby Digital AC3 4.0 surround sound
12. A flat transfer of the original 1976 LP master at 96/24 stereo PCM

## Formazione
- Ian Anderson - voce, chitarra acustica, flauto traverso, armonica a bocca, occasionalmente chitarra e percussioni.
- Martin Barre - chitarra elettrica
- John Evan - pianoforte
- Barriemore Barlow - batteria e percussioni
- John Glascock - basso, voce

- David Palmer – orchestrazione, direttore d'orchestra, sassofono nel brano 5, pianoforte nel brano 11
- Maddy Prior – cori nel brano 8
- Angela Allen – cori nei brani 2 e 7